# Artur II. Bretaňský
Artur II. Bretaňský (25. červenec 1261 – 27. srpen 1312) byl bretaňským vévodou od roku 1305 až do své smrti.

## Životopis

### Období vlády
Po otci Janu II. Bretaňském pocházel z rodu Dreux, jeho matka Beatrix byla dcerou anglického krále Jindřicha III. a Eleonory Provensálské. Narodil se v Château de L'Isle v Bretani. 
Formálně jako vévoda byl Artur podřízený anglické koruně, což bylo výsledkem mírové dohody mezi anglickým králem Eduardem I. a králem francouzským Filipem IV. Sličným, avšak vedl nezávislou politiku. Vévodství rozdělil do osmi „bitev“: Léon, Kernev, Landreger, Saint-Brieuc, Vannes, Nantes, Rennes, a Saint-Malo. 
V roce 1309 svolal první bretaňské stavy, což bylo poprvé v historii Francie, kdy byly takové stavy vytvořeny.
Sňatkovou politikou získal v roce 1275 vikomství Limognes a v roce 1292 hrabství Montfort-l'Amaury. 
Poté, co zdědil bretoňský vévodský trůn, se jeho bratr Jan stal hrabětem z Richmondu.

### Závěr života
Artur zemřel v Château de l'Isle v Saint-Denis-en-Val a byl pohřben v mramorové hrobce ve Vannes. Hrob byl zpustošený během francouzské revoluce, ale později byl opraven a je vystavován dodnes.

## Manželství a potomci
V roce 1275 se Artur oženil s Marií z Limoges († 1291), dcerou Guye VI. z Limoges a Markéty, paní z Molinot. Jejími prarodiči z matčiny strany byli Hugo IV. Burgundský a jeho první manželka Jolanda z Dreux (1212–1248). Po smrti Marie z Limoges se v roce 1292 se Artur oženil s Jolandou z Dreux, hraběnkou z Montfortu, dcerou Roberta IV. z Dreux a Beatrix z Montfortu. 
Potomci s Marií z Limognes:
- Jan III. Bretaňský (8. března 1286 – 30. dubna 1342), vévoda bretaňský,
⚭ 1297 Isabela z Valois (1292–1309)
⚭ 1310 Isabela Kastilská (1283–1328)
⚭ 1329 Johana Savojská (1310–1344)
- Guy Bretaňský (1287 – 27. března 1331), vikomt z Limoges, hrabě z Penthièvre,
⚭ 1318 Jeanne d'Avaugour (1300–1327)
⚭ 1328 Jeanne de Bellevill (1300–1359), sňatek byl roku 1330 papežem anulován
- Petr Bretaňský (1289–1312)

Potomci s Jolandou z Dreux:
- Jan z Montfortu (1295 – 26. září 1345), hrabě z Montfort-l'Amaury a Richmondu, vévoda bretaňský, ⚭ 1329 Johana Flanderská (1295–1374)
- Beatrix Bretaňská
- Johana Bretaňská
- Alice Bretaňská
- Blanka Bretaňská
- Marie Bretaňská (1302–1371), jeptiška

Jolandiným prvním manželem byl krátce skotský král Alexandr III.